# This Town
Singles de Niall Horan
Slow Hands
This Town est une chanson du chanteur Niall Horan en carrière solo. C'est le premier single du chanteur depuis la séparation du groupe One Direction. Le single est sorti le 29 septembre 2016 sous le label Capitol Records et apparaît sur l'album Flicker.

## Composition
La chanson est écrite en La majeur avec un tempo de 112 bpm. 

## Performances
Niall Horan donne sa première performance télévisée pour le single sur le plateau du The Graham Norton Show le 22 octobre 2016. Quelques jours plus tard, il apparaît dans l'émission télévisée The Ellen DeGeneres Show pour une nouvelle prestation du titre. 
Il apparaît également dans les émissions The Late Late Show with James Corden et The Tonight Show Starring Jimmy Fallon pour présenter le single,. 
Une prestation sera également faîte lors des American Music Awards. En décembre 2016, Niall Horan est invité pour le Jingle Ball Tour, produit par la radio IHeartRadio, pour présenter This Town.
En juin 2017, Niall Horan chante le single This Town lors du concert One Love Manchester en soutien à la chanteuse Ariana Grande après l'attentat de Manchester qu'elle a subi. 

## Certifications
| Pays        | Certification | Ventes    |
| ----------- | ------------- | --------- |
| Australie   | 2 × Platine   | 140,000   |
| Belgique    | Or            | 15,000    |
| Brésil      | Or            | 20,000    |
| Canada      | 2 × Platine   | 160,000   |
| Danemark    | Or            | 30,000    |
| États-Unis  | 2 × Platine   | 2,000,000 |
| Irlande     | 2 × Platine   | 30,000    |
| Italie      | Or            | 25,000    |
| Norvège     | Platine       | 4,000,000 |
| Royaume-Uni | Or            | 400,000   |
| Suède       | Platine       | 40,000    |